# Ring 0 : Le Commencement
Pour plus de détails, voir Fiche technique et Distribution.
Ring 0 : Le Commencement (リング0 バースデイ, Ringu 0: Bāsudei) est un film japonais réalisé par Norio Tsuruta, sorti en 2000.

## Synopsis
Une trentaine d'années avant les évènements de Ring (réalisé par Hideo Nakata), vivait encore celle que l'on connaît sous le nom de Sadako Yamamura... Jeune fille d'une vingtaine d'années, très belle mais d'une timidité quasi-maladive, Sadako est quotidiennement en proie à ses pouvoirs paranormaux, et vit seule, avec ses souvenirs de sa mère défunte : Shizuko Yamamura. Le théâtre est un moyen d'évacuation, et elle s'y investit tout entière. Hélas, son arrivée dans une troupe de théâtre concorde avec une série d'évènements étranges et inquiétants... Une série d'évènements qui vont attiser la méfiance de toute la troupe, pour que cette suspicion se cristallise finalement en une psychose collective, qui sera à l'origine de la chute de la célèbre Sadako Yamamura...

## Fiche technique
- Titre français : Ring 0 : Le Commencement
- Titre original : リング0 バースデイ (Ringu 0: Bāsudei?)
- Réalisation : Norio Tsuruta
- Scénario : Hiroshi Takahashi, d'après la nouvelle Lemonheart de Kōji Suzuki
- Production : Shinji Ogawa, Masao Nagai et Takashige Ichise
- Musique : Shin'ichirō Ogata
- Photographie : Takahide Shibanushi
- Montage : Hiroshi Sunaga
- Pays d'origine : Japon
- Langue : japonais
- Format : Couleurs - 1,85:1 - DTS - 35 mm
- Genre : Horreur
- Durée : 99 minutes
- Date de sortie :
  -  Japon : 22 janvier 2000
  -  France : 5 juin 2003

## Distribution
- Yukie Nakama (VF : Marie-Eugénie Maréchal) : Sadako Yamamura
- Seiichi Tanabe : Tōyama
- Yoshiko Tanaka : Shōko Miyaji
- Kumiko Aso : Etsuko Tachihara
- Ryūji Mizukami : Wataru Kuno
- Takeshi Wakamatsu : Yūsaku Shigemori
- Kaoru Okunuki : Aiko Hazuki
- Daisuke Ban : Heihachirō Ikuma
- Junko Takahata : Kaoru Arima
- Masako : Shizuko Yamamura
- Mami Hashimoto : Kiyomi
- Kazue Tsunogae : Sudō
- Chinami Furuya : une fille
- Gō Shimada : le collaborateur de Miyaji
- Tsukasa Kimura : Yumiko Kanai
- Yasuji Kimura : Tomigashi
- Yukimi Koyanagi : une infirmière
- Yoshiyuki Morishita : Okubo
- Yoji Tanaka : un enseignant

## Autour du film
- La chanson Finale est interprétée par L'Arc-en-Ciel.

## Distinctions
- Nomination au prix du meilleur film lors du festival Fantasporto en 2001.